# Lysimachia maritima
Glaux, Glauce, Glaux maritime, Glauce maritime, Herbe au lait
Espèce
Synonymes
- Glaucoides maritima (L.) Lunell[1] [2]
- Glaux acutifolia A.Heller[1]
- Glaux generalis E.H.L.Krause[1]
- Glaux maritima subsp. obtusifolia (Fern.) Boivin[2]
- Glaux maritima var. angustifolia Boivin[2]
- Glaux maritima var. macrophylla Boivin[2]
- Glaux maritima var. obtusifolia Fern.[2]
- Glaux maritima L. (préféré par BioLib)[2]
- Glaux maritima L.[1]
- Glaux spicata Phil. ex R.Knuth[1]
- Lysimachia maritima (L.) Galasso[2]
- Vroedea maritima Bubani[1]

Statut de conservation UICN

 LC  : Préoccupation mineure
Lysimachia maritima, aussi appelée Glaux maritima, est une espèce de plantes à fleurs de la famille des Primulaceae ou des Myrsinaceae, selon les classifications. Elle pousse dans les zones humides de l'hémisphère nord, aussi bien en Eurasie qu'en Amérique du Nord. 

## Description
- Plante basse, haute de 5 à 25 cm
- Tiges rampantes et rameuses
- Feuilles charnues, opposées.
- Fleurs blanc rosé regroupées en petit nombre à l'aisselle des feuilles, pédoncule très court.

## Vues de la plante

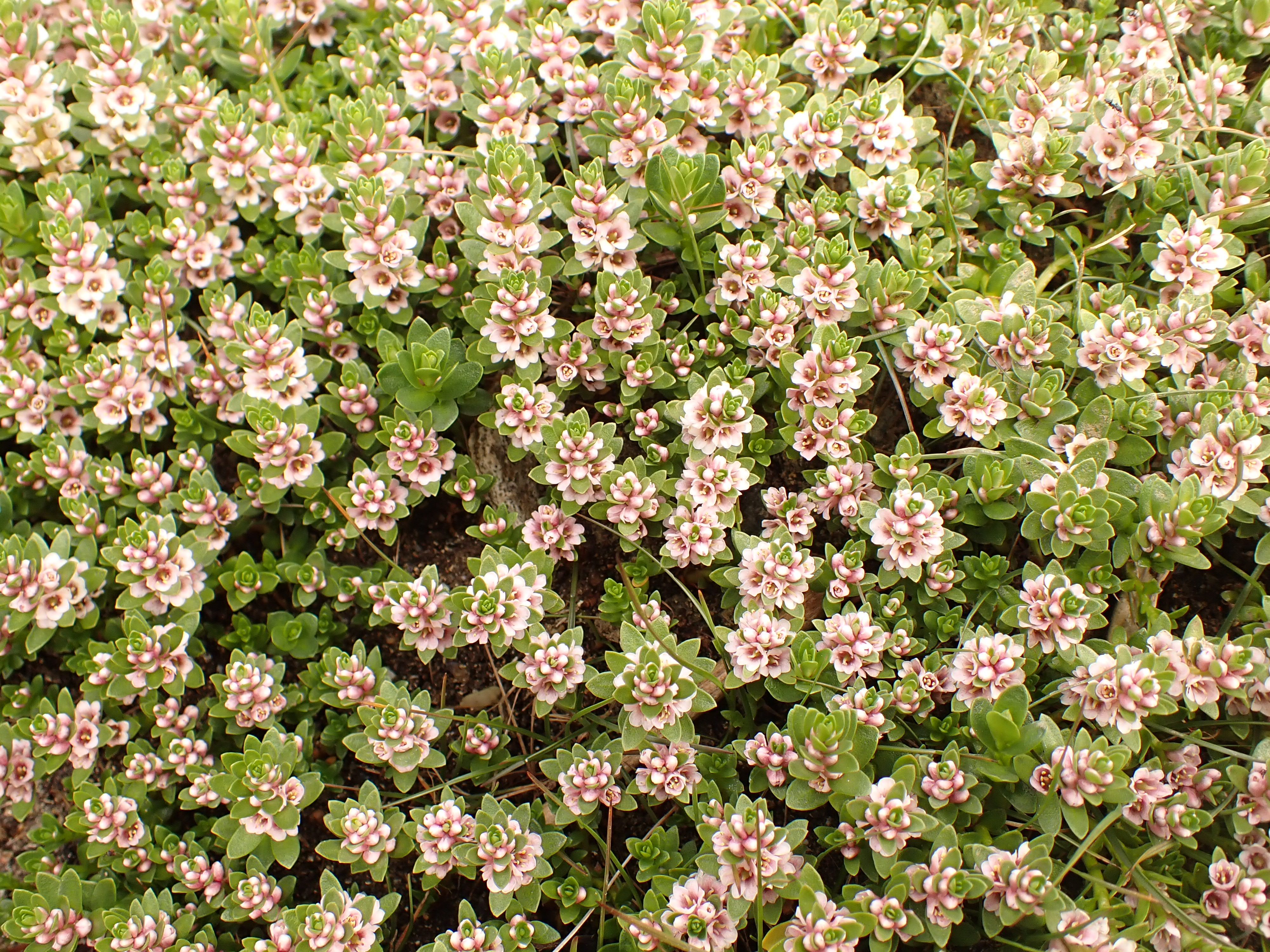
Plante en touffe.
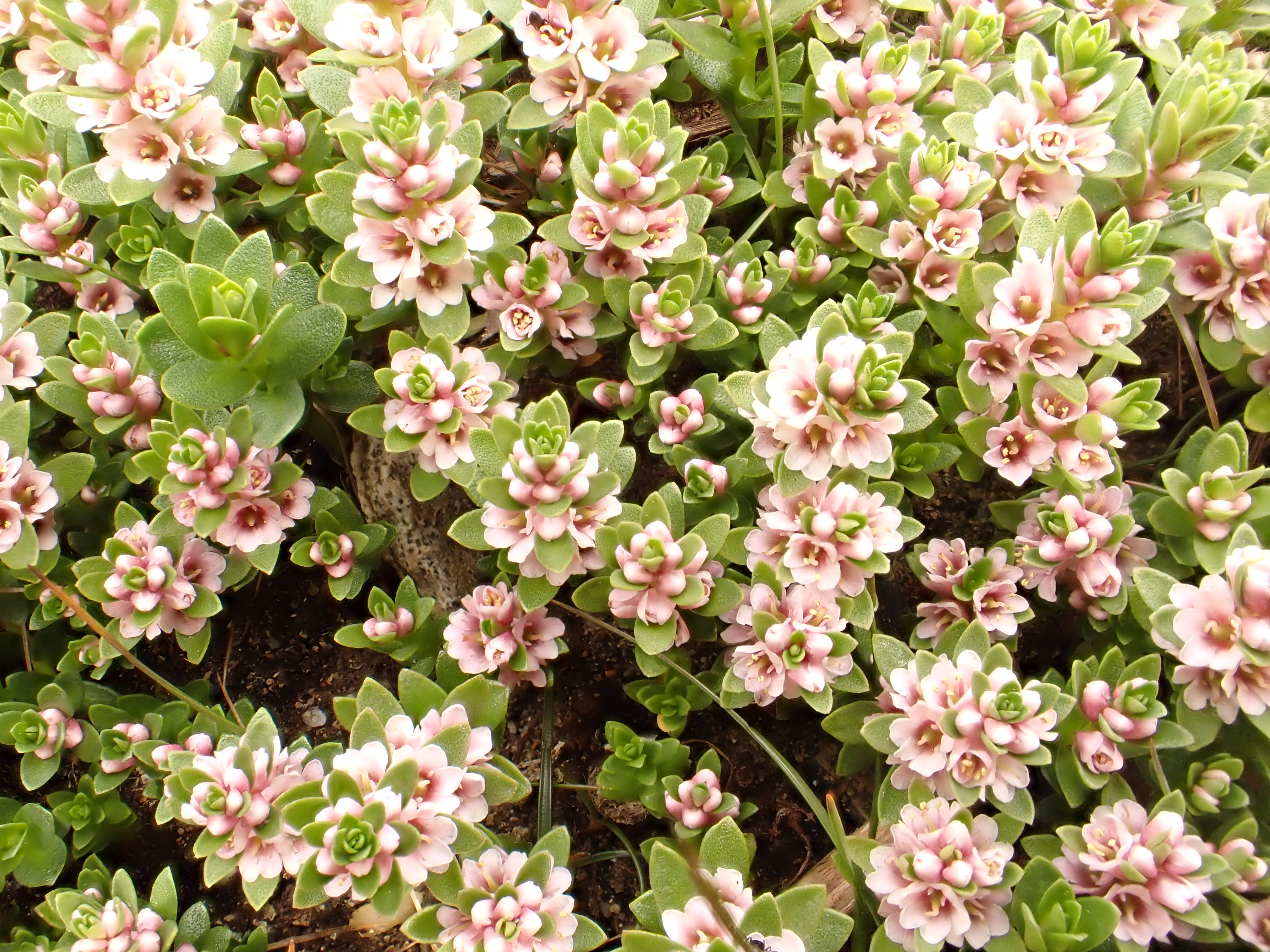
Détail.
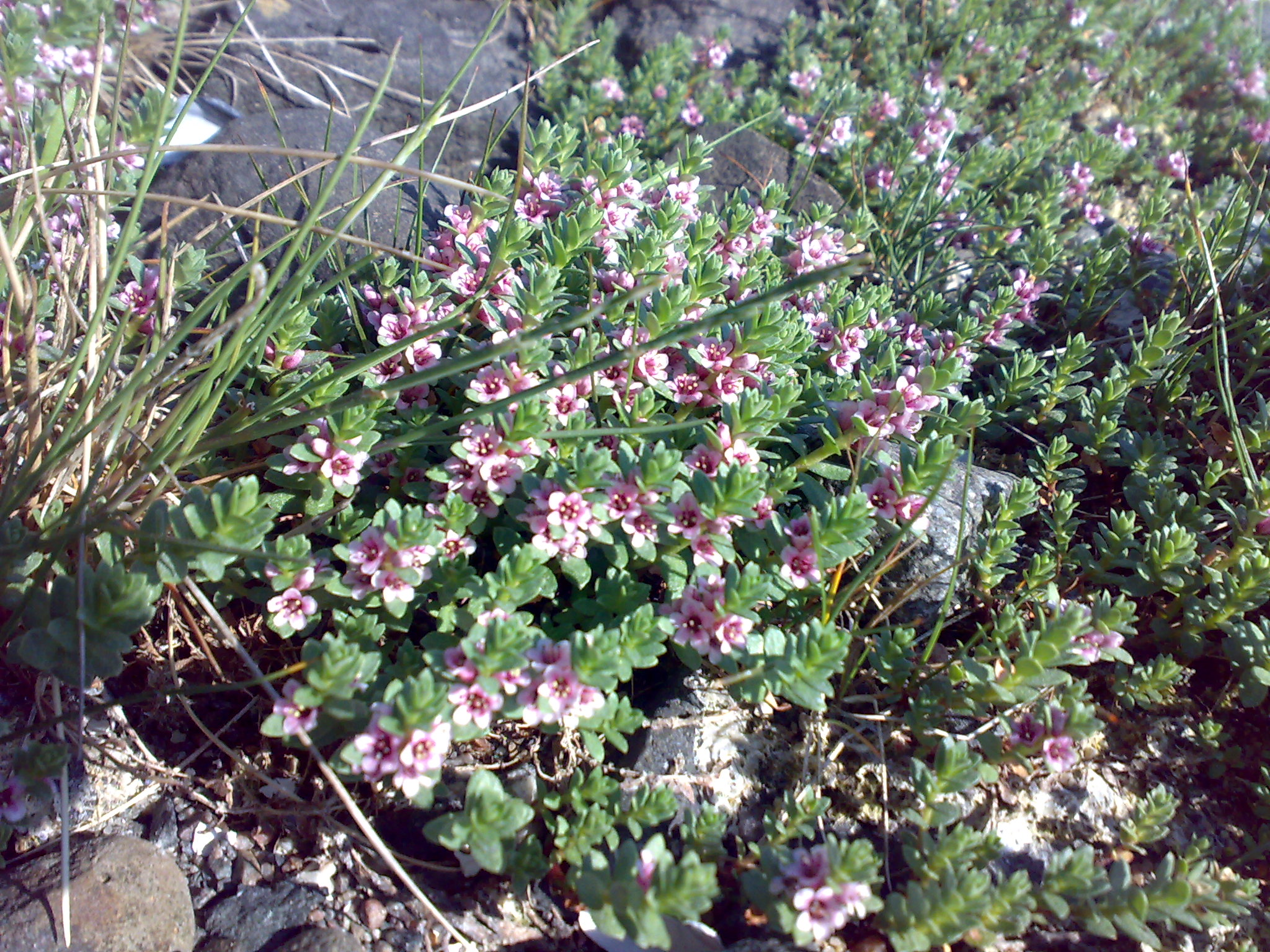
Fleurs.

## Taxonomie
Décrite sous le nom Glaux maritima en 1753 par Carl von Linné dans son ouvrage Species plantarum, cette espèce a été renommée Lysimachia maritima en 2005. 

### Sous le nomLysimachia maritima
- (en) Flora of North America : Lysimachia maritima  (consulté le 18 octobre 2021)
- (fr + en) ITIS : Lysimachia maritima  (L.) Galasso, Banfi & Soldano (consulté le 18 octobre 2021)
- (en) NCBI : Lysimachia maritima (taxons inclus) (consulté le 28 janvier 2024)
- (en) The Plant List : Lysimachia maritima (L.) Galasso, Banfi & Soldano  (source : KewGarden WCSP) (consulté le 18 octobre 2021)
- (en) Tropicos : Lysimachia maritima (L.) Galasso, Banfi & Soldano  (+ liste sous-taxons) (consulté le 18 octobre 2021)
- (en) UICN : espèce Lysimachia maritima  (L.) Galasso, Banfi & Soldano (consulté le 18 octobre 2021)
- (en) Catalogue of Life : Lysimachia maritima (L.) Galasso, Banfi & Soldano (consulté le 21 décembre 2020)
- (fr) Tela Botanica (France métro) : Lysimachia maritima (L.) Galasso, Banfi & Soldano (consulté le 13 mars 2016)

### Sous le nomGlaux maritima
- (fr) Belles fleurs de France : Glaux maritima (consulté le 7 novembre 2012)
- (en) BioLib : Glaux maritima L. (Syn. de Lysimachia maritima) (consulté le 18 octobre 2021)
- (en) Flora of China : Glaux maritima  (consulté le 7 novembre 2012)
- (en) Flora of Pakistan : Glaux maritima  (consulté le 7 novembre 2012)
- (en) WoRMS : espèce Glaux maritima Linnaeus (consulté le 7 novembre 2012)
- (en) GRIN : espèce Glaux maritima  L. (consulté le 7 novembre 2012)